# Białoząbka dwubarwica
Białoząbka dwubarwica, białoząbka łańcuchówka, garbatka łańcuchówka (Leucodonta bicoloria) – gatunek motyla z rodziny garbatkowatych. Zamieszkuje Palearktykę, od Europy Zachodniej po Wyspy Japońskie. Gąsienice żerują na brzozach i lipach, rzadko na dębach. Osobniki dorosłe są aktywne nocą.

## Taksonomia
Gatunek ten opisany został po raz pierwszy w 1775 roku przez Johanna N.C.M. Denisa i Ignaza Schiffermüllera pod nazwą Bombyx argentina. Jako miejsce typowe wskazano okolice Wiednia. Jest gatunkiem typowym rodzaju Leucodonta wprowadzonego w 1892 roku przez Ottona Staudingera.

## Morfologia

### Owad dorosły
Motyl o stosunkowo delikatnie jak na garbatkowatego zbudowanym ciele i rozpiętości skrzydeł sięgającej od 33 do 38 mm. Głowa jest zaopatrzona w nieowłosione oczy złożone i uwstecznioną ssawkę, natomiast pozbawiona jest przyoczek. Czułki osiągają prawie połowę długości przedniego skrzydła i wykazują znaczny dymorfizm płciowy w budowie, będąc szczeciniastymi u samicy i piłkowanymi u samca. Owłosienie tułowia jest białe, gęste, wełniste, to na tegulach nakrywa nasady skrzydeł. Osiągające od 16 do 18 mm długości skrzydło przedniej pary ma śnieżnobiałe tło, a na nim kilka rdzawopomarańczowych plam oraz mniejszych plamek czarnych, będących pozostałościami po redukcji przepasek wewnętrznych. Na krawędzi tylnej przedniego skrzydła wyrasta ząb z białych i czarnych włosków. Zaokrąglone skrzydło tylnej pary jest śnieżnobiałe, pozbawione wzorów. Owłosienie odwłoka jest silne, białe. 

### Stadia rozwojowe
Jaja są składane w jednowarstwowych, ciasnych klastrach, w których poprzyciskane są do siebie. Nie są przykrywane łuskami z odwłoka samicy. Ich kształt jest półkulisty. Są w większości brudnobiałe z cienkim, przejrzysto-białym chorionem, z wiekiem ciemniejące. Na chorionie brak jest ciemnej plamki w części wierzchołkowej jaja. Powierzchnia chorionu podzielona na słabo lub umiarkowanie rozwinięte żeberka i komórki; nie jest zróżnicowana na część mikropylową i pozostałą. Gąsienica opuszcza jajo wygryzając duży otwór o okrągłym lub łukowatym kształcie w jego wierzchołkowej części.
Gąsienica jest zielona z jasnymi (żółtymi lub białymi) paskami po bokach ciała.

## Ekologia i występowanie

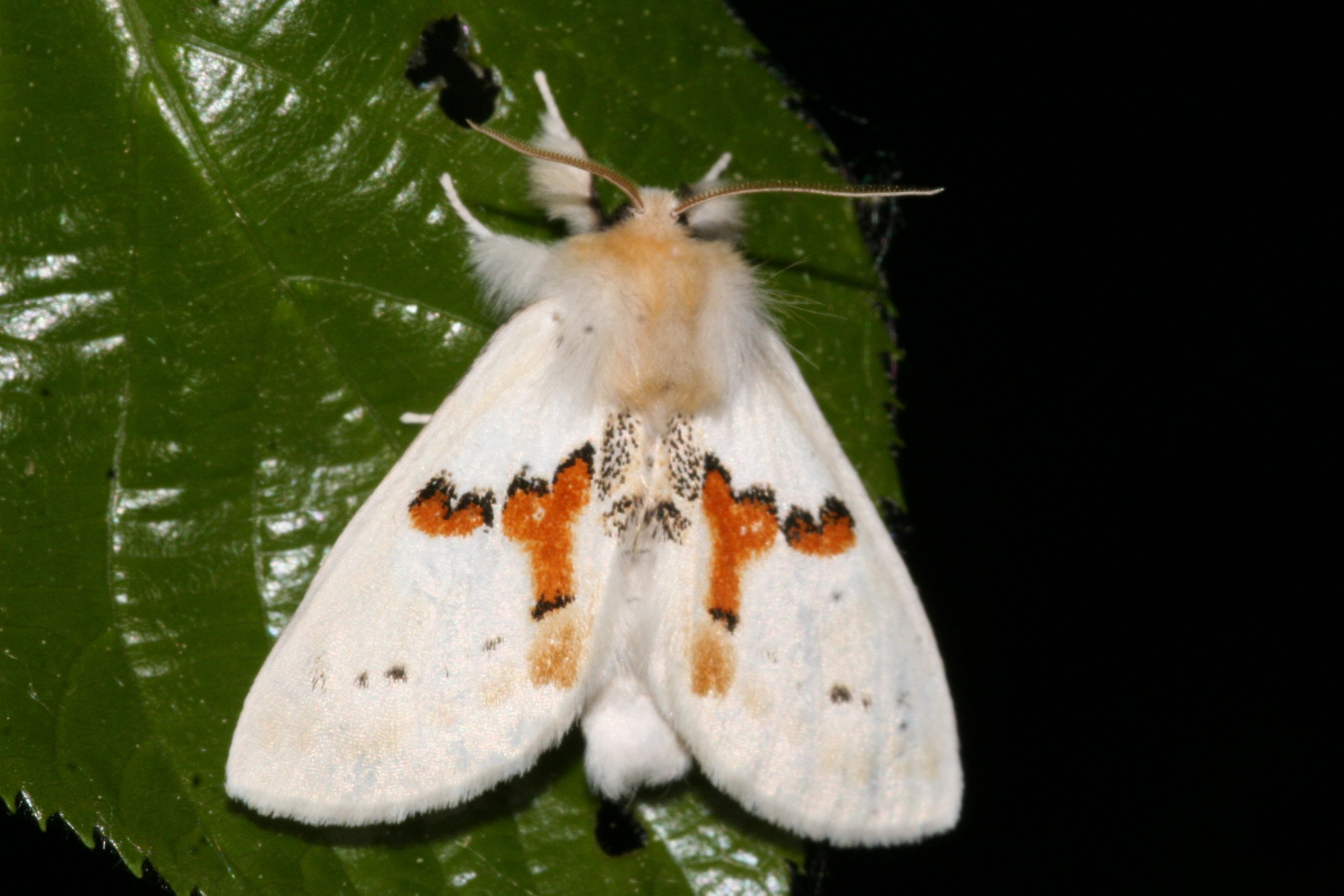
Imago na roślinie

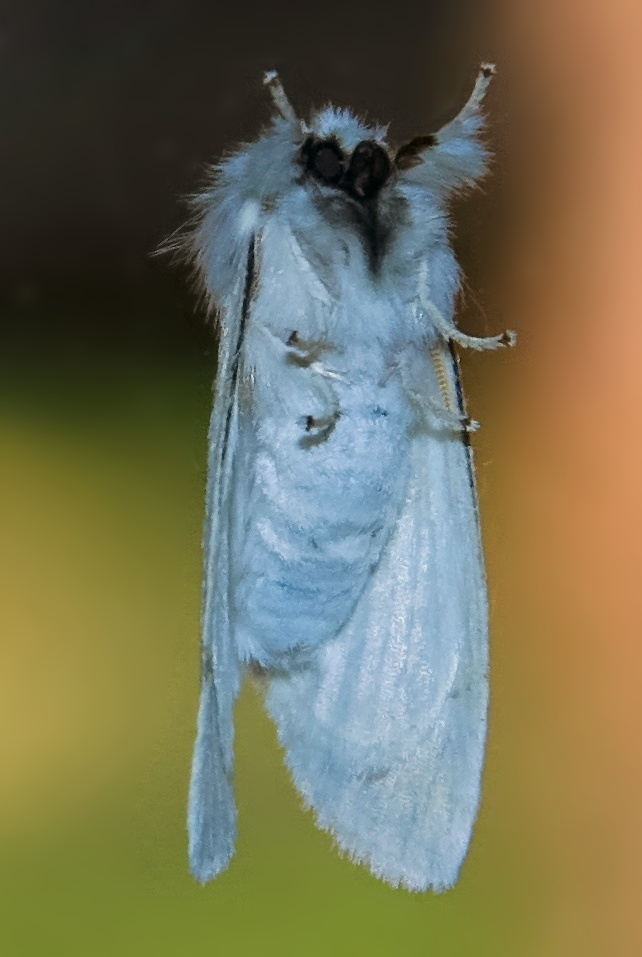
Białoząbka dwubarwica – samica, widok od strony brzusznej

Owad ten zasiedla lasy liściaste, zwłaszcza brzeziny, lasy mieszane, zagajniki, skraje lasów, parki, niezbyt gęsto zadrzewione stoki i torfowiska. Gąsienice są foliofagami żerującymi na liściach brzóz (w tym brzozy brodawkowatej, brzozy dahurskiej i Betula platyphylla), lip, a rzadko dębów. Owady dorosłe nie pobierają pokarmu i są aktywne nocą. Przylatują do sztucznych źródeł światła. Loty motyli odbywają się od początku maja do początku lipca, zaś gąsienice żerują od czerwca do sierpnia. Wyrośnięte gąsienice przepoczwarzają się w oprzędach pomiędzy opadłymi liśćmi i tam zimują jako poczwarki.
Gatunek palearktyczny. W Europie znany jest z Irlandii, Wielkiej Brytanii, Francji, Belgii, Luksemburgu, Holandii, Niemiec, Szwajcarii, Austrii, Włoch, Danii, Szwecji, Norwegii, Finlandii, Estonii, Łotwy, Litwy, Polski, Czech, Słowacji, Węgier, Białorusi, Ukrainy, Rumunii oraz europejskiej części Rosji. Na północ sięga na tym kontynencie po krąg polarny. W 2008 roku ponownie zaobserwowany (po 70 latach) na Wyspach Brytyjskich. W Azji zasięg tego gatunku rozciąga się przez południową Syberię, Koreę i Rosyjski Daleki Wschód po Japonię.